# كرور (غرمسار كرمان)
کرور (بالفارسية: کرور) هي منطقة سكنية تقع في إيران في قسم غرمسار الریفي. يقدر عدد سكانها بـ 0 نسمة بحسب إحصاء 2016.